# Isoco Setentrional
Isoco Setentrional (em inglês: Isoko North) é uma área de governo local da região de Isoco, no estado do Delta na Nigéria com sede em Ozoro. Compreende área de 477 quilômetros quadrados e segundo censo de 2006 havia 144 155 habitantes.